# Nadbradac
Nadbradac (lat. Epipogium), rod orhideja iz potporodice Epidendroideae smješten u podtribus Epipogiinae, dio tribusa Nervilieae. 
Karakteristično im je to što se razvijaju iz mesnatog podzemnog rizoma, cvjetna stabljika je gola, bez listova, na čijem se vrhu nalazi cvijet.

## Vrste
Postoji pet priznatih vrsta raširenih po Europi, Aziji, Africi i jugozapadnom Pacifiku:
1. Epipogium aphyllum Sw.
2. Epipogium japonicum Makino
3. Epipogium kentingense T.P.Lin & Shu H.Wu
4. Epipogium meridianum T.P.Lin
5. Epipogium roseum (D.Don) Lindl.

## Sinonimi
- Galera Blume
- Ceratopsis Lindl.
- Podanthera Wight
- Epipogon Ledeb. orth.var.
- Epipogion St.-Lag. orth.var.